# Muruarte de Reta
Muruarte de Reta (en euskera: Muru Artederreta) es una localidad española y un concejo de la Comunidad Foral de Navarra perteneciente al municipio de Tiebas-Muruarte de Reta, situado en la merindad de Sangüesa, en la Cuenca de Pamplona y a a 14 km de la capital de la comunidad, Pamplona. 

## Toponimia
Muruarte de Reta es una corrupción del nombre original vasco, Muru Artederreta, al igual que sucediera con Deierri > valle de Yerri. Este surge de un anterior Muru, común a una decena de localidades navarras, la mayoría ya despobladas, y tiene su origen en el latín murus (muro, fortificación). Se aplicaba a lugares con carácter defensivo, habitualmente situados en cerros estratégicos, como es el caso presente.
Para diferenciar los distintos lugares homónimos, los de menor importancia variaron su nombre (Murillo de Longuida, Murillo de Yerri, Murillo el Cuende, Murillo el Fruto, etc.); otros añadieron una referencia geográfica, como Muru cabe Astrain o Muru cabe Artederreta. Esta última forma es la primera registrada para este lugar, datante del 1026. La preposición navarra cabe o cabo indica proximidad. Alterna con la preposición de, como se puede comprobar en el Libro del rediezmo de 1268, donde aparece Muru de Artederreta.
En euskera, donde no existen preposiciones, simplemente se juntaponían ambos términos (Muru Asterain, Muru Artederreta), siendo esta la forma que predominaría en siguiente. Si Muru Astrain conservó su fisionomía de origen fue gracias a que Astrain era un nombre de población, lo que no era el caso para Muru Artederreta, lo que permitió que a partir del siglo XVII, con la influencia del castellano, pasase a escribirse Muruarte de Reta por escribanos no vascófonos, convirtiéndose así en la forma oficial en este idioma.
Artederreta es el nombre tradicional de la zona en la actualidad conocida en castellano como El Carrascal, meseta que conecta los valles de Elorz, Izarbe y Orba y sirve de paso natural entre la Cuenca de Pamplona y la Ribera. Se compone de arte (encina, carrasca) + eder (bello, bonito) + -eta (sufijo abundancial), traducible por "zona de abundancia de encinas bellas" o "zona de abundancia de carrascas bellas".

## Comunicaciones
| Eskualdeko Hiri Garraioa/Transporte Urbano Comarcal |   |
| Taxi Iruñerria                                      |   |
| Zona                                                | B |
| Estaciones                                          |   |